# МАСА
МАСА (проект) (івр. מסע) в перекладі з івриту — подорож. Проект МАСА був організований урядом Ізраїлю і Єврейським Агентством, також відомим як «Сохнут», з метою підтримати довгострокові програми на території єврейської держави. Проект МАСА включає в себе певну кількість програм, представлених організаторами. Суть проекту полягає в тому, що молодим людям з країн діаспори, що потрапляють під Закон про повернення (тобто є євреями за національністю або нащадками євреїв до третього покоління), надають безкоштовно або субсидують навчання в ізраїльських вишах протягом семестру або академічного року. Вік учасників обмежений і допускає навчання тільки повнолітніх, від 18 до 30 років включно.
Програма МАСА була запущена на початку 2000-х років, за 2004–2011 роки у ній взяло участь близько 55 000 чоловік.

## Навчання
МАСА ділиться на кілька програм, що відрізняються тематикою навчання, мовою, якою ведеться викладання, тривалістю навчання і допустимим віком. Найбільш поширені мови, на яких проводять навчання — англійська, іврит і російська. В рамках проекту існує близько 160 програм, які зачіпають найрізноманітніші області: від волонтерських у кібуцах, підготовки молодіжного руху, Йешива і до університетів. Вибір програм російською мовою більш обмежений — найпоширенішим залишається англійська.
Тематика програм витримана в єдиному ключі і в основному орієнтована на гуманітарні предмети, виховання соціально-суспільної самосвідомості, лідерських якостей, в деяких випадках більш глибоке знайомство з єврейською культурою та традицією. Так само представлений ряд волонтерських програм, у тому числі на армійській базі, і семестр в інституті спорту імені Вінгейта.
Всі учасники програми знаходяться на території Ізраїлю як туристи і після закінчення навчання повертаються додому, тому приймати ізраїльське громадянство немає необхідності. Мета програми, як декларують самі організатори, дати можливість єврейській молоді провести в Ізраїлі від півроку до року.

## Соціальна складова програми
Крім освітньої цінності, МАСА також містить потужний соціальний аспект. Особливе значення це має в світлі того, що учасники програми перебувають у віці активного формування особистості та акцент, який організатори ставлять на розвиток суспільної свідомості і лідерських якостей, має досить сильний вплив.
Крім академічних занять, учасники програми залучені в соціальне життя і ряд додаткових заходів, серед яких екскурсійні поїздки, знайомство з країною та її жителями. Деякі сім'ї на добровільних засадах «всиновлюють» учасників програми: вони проводять вільний час у колі «сім'ї-добровольця», відзначають свята і можуть розраховувати на певного роду підтримку.
МАСА часто розглядається як ще одна можливість розширення зв'язків і досвіду існування в іншому суспільному й культурному середовищі.

## Отримання гранту
МАСА — дочірня компанія  Єврейського агентства — створена для реалізації проектів, видає грант на суму до 10,000 $ у відповідності з віком учасника, його матеріальним становищем і країною проживання.
Право на отримання гранту мають молоді люди, які підпадають під визначення «Закону про повернення» у віці від 18-ти до 30-ти років на момент початку програми (або закінчили середню школу раніше 18 років).
   
Грант видається безоплатно без будь-яких зобов'язань з боку учасників (крім зобов'язання дотримуватися правил проекту).
Незважаючи на те, що грант є особистим і видається певній особі, фактично сума передається організатору програми. У багатьох випадках грант вираховується з вартості програми.
Участь обмежується тільки однією програмою, хоча записатися можна відразу на декілька і, залежно від відбіркових результатів, вибрати один варіант.

## Визнання навчання за програмою
Університети Ізраїлю і західних країн визнають академічну навчання в рамках проекту, якщо сам навчальний заклад має відповідну акредитацію. Складніше ситуація йде з країнами СНД, де рішення про визнання залежить від кожного конкретного інституту.
Студентам з країн СНД радять перш з'ясувати, чи буде визнано навчання за програмою в певному ВУЗі. Організатори знімають з себе відповідальність за це, покладаючи її на самі навчальні заклади.

## Програма «Офек»
Програма була однією з перших програм проекту і почала свою діяльність в 2004 році на базі навчального центру «Мерказ Яків Герцог» в кібуці Ейн Цурім. Програма 10-ти місячна, серед освітніх курсів — вивчення івриту, історії, політики та суспільства держави Ізраїль, юдаїзму, єврейської традиції і культури. Серед викладачів програми творці організації Маханаїму: Полонський Пінхас, Зеєв Дашевський, Шломо Коль Яків та ін. В рамках програми «Офек» учасники мають можливість пройти професійні стажування за своєю спеціальністю, спробувати протягом тижні себе як солдата Армії оборони Ізраїлю, для бажаючих є курс підготовки до Гіюр.

## Програма МАСА-TCB
Одна з перших програм проекту, МАСА-TCB була заснована в 2005 році, участь у якій взяли понад 1000 студентів. Програма проходить на базі Технологічного коледжу міста Беер-Шеви. У програму навчання входять такі курси, як Графічний дизайн і вивчення основ фотографії та відео-монтажу. Також, програма МАСА-TCB проводить унікальний у своєму роді курс підготовки до проходження іспиту на ліцензію фармацевта і лікаря в Ізраїлі.

## Програма ATZil— частина проекту МАСА
Це академічна навчання за спеціальністю управління бізнесом і міжнародний маркетинг, вивчення юдаїзму, сіонізму і життя Ізраїлю. На відміну від програми МАСА, проведеної кількома організаторами, ATZil перебуває у віданні тільки однієї — організації «Натів».
Заняття проводяться в університетському центрі Аріель в Самарії, в бутність свою відділенні Бар-іланська університет. Розширивши власну діяльність і переїхавши в Аріель, на його базі було створено дослідний центр з групою вчених з колишнього СРСР. Згодом частина цих вчених стала основою академічного складу навчального закладу. У 1996-му році інститут отримав статус самостійного академічного навчального закладу, уповноваженого видавати академічні ступені.
Основа програми це академічна навчання. Протягом семестру студенти вчаться як мінімум 20 годин на тиждень на декількох курсах на відділенні економіки та управління бізнесом. Особливий акцент робиться на глобальний аспект і концентрується на тенденціях фінансування та маркетингу. У програму входять кілька спеціалізованих курсів, вивчення юдаїзму і сіонізму, неформальне навчання, волонтерська робота, організовані розваги та громадські зустрічі.

## Програми Masa IsraelWay
Це програми професійних стажувань для фахівців
різних сфер діяльності в державних і приватних компаніях Тель-Авіва і найближчих передмість з можливістю подальшого працевлаштування. Кожна програми включає курс івриту, екскурсії та волонтерство. Всі програми 5-ти місячні, деякі з можливістю продовження.
Флагманська програма «Кар'єрний ріст», розроблена спільно з "Натів", стартувала в 2010 році, її закінчили понад 470 учасників. В її основі стажування по широкому спектру спеціальностей в компаніях, розташованих в центрі країни.
Програми «Терапевт» і «Готельний досвід» розраховані на молодих людей, які хочуть освоїти нові
спеціальності для подальшого працевлаштування в країні.